# コロンバスサークル
座標: 北緯40度46分05秒 西経73度58分55秒 / 北緯40.76806度 西経73.98194度

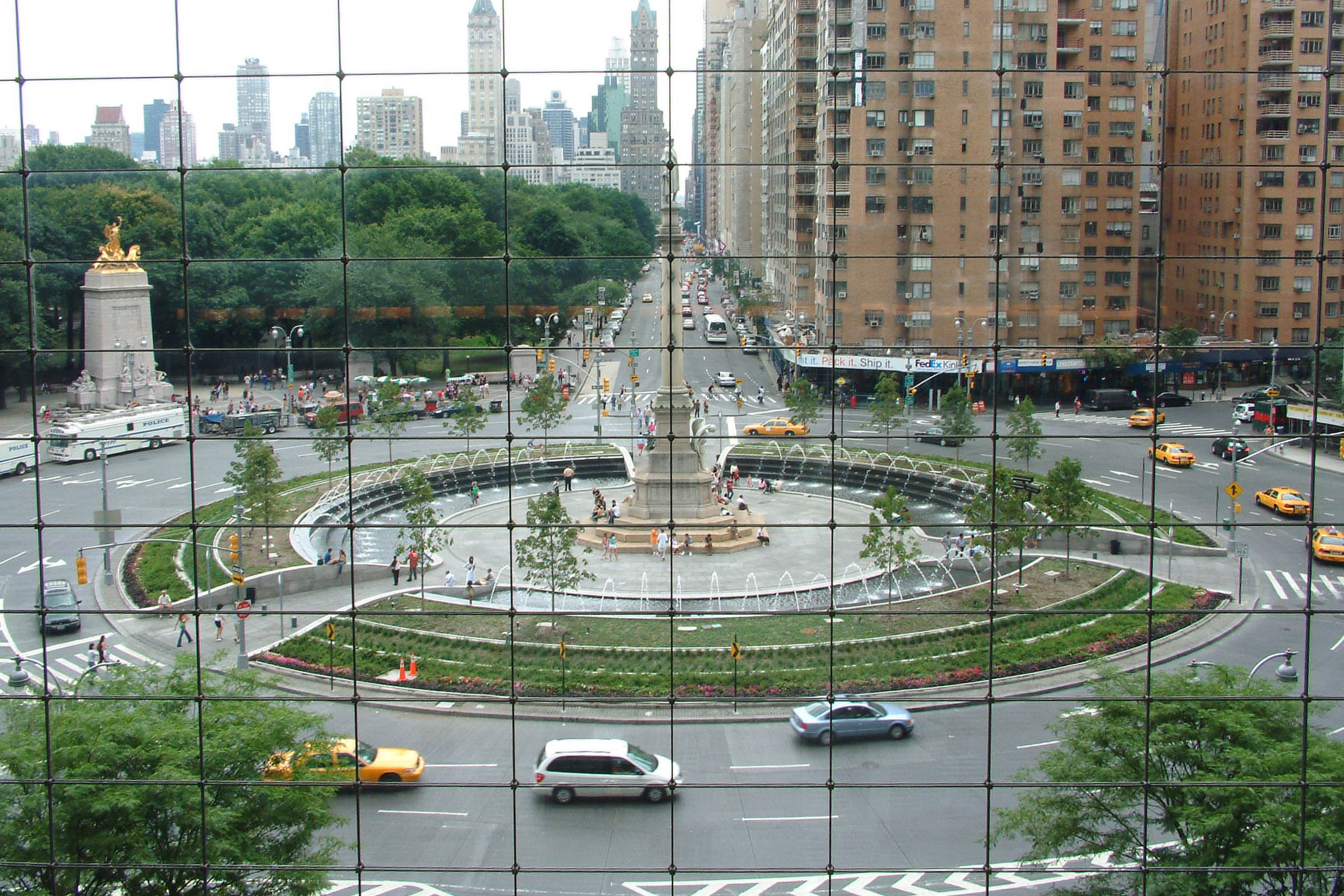
タイム・ワーナー・センターから見たコロンバスサークルの風景

コロンバスサークル (Columbus Circle) は、アメリカ合衆国ニューヨーク市マンハッタン区のアッパー・ウエスト・サイドとミッドタウン（ヘルズ・キッチン）の間にある円形広場である。中心にコロンブスの像があり、広場の周りを車道が取り囲む円形交差点になっている。

## 概要

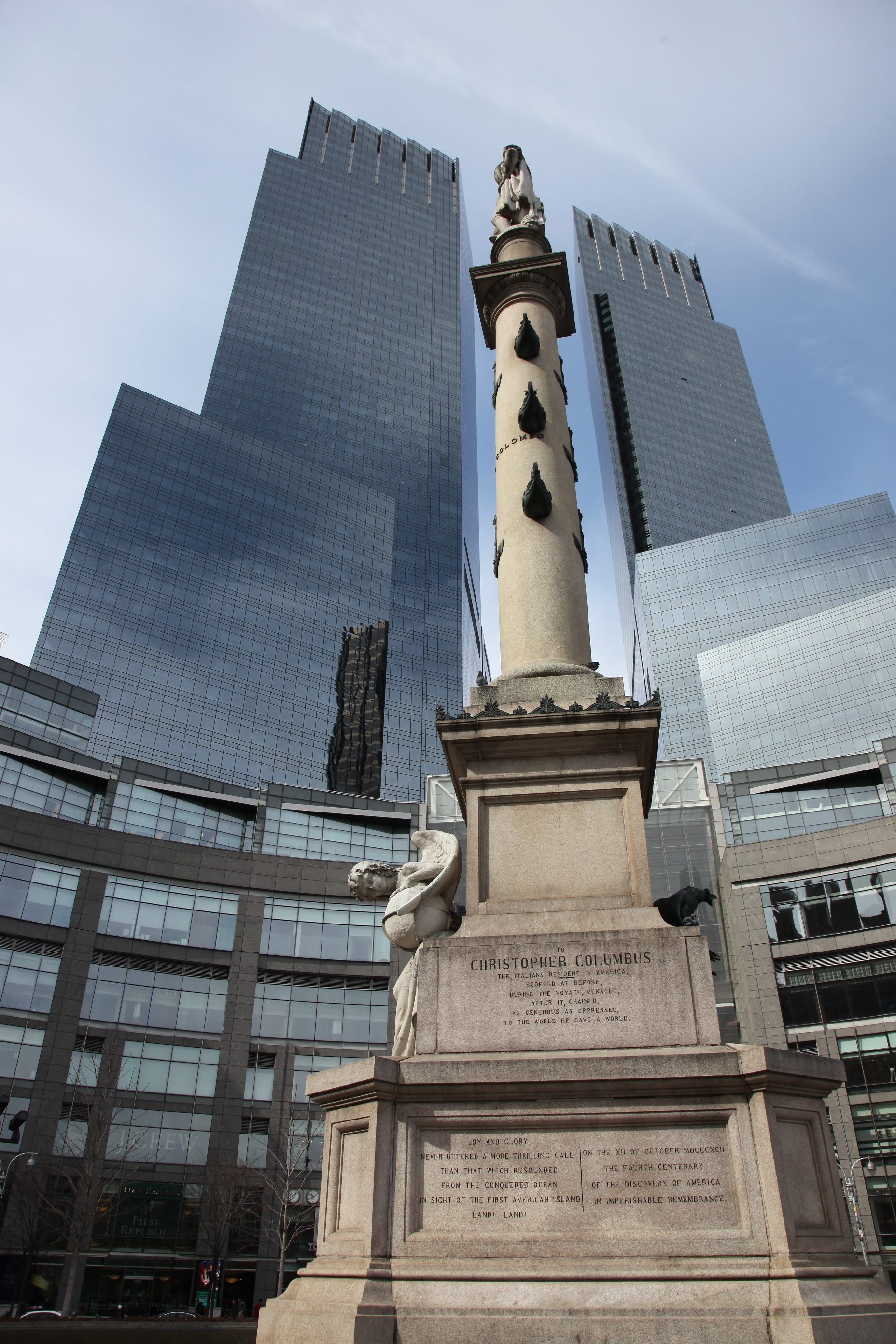
コロンブス像とタイムワーナーセンター

コロンブスにちなんで命名されたコロンバスサークルは、マンハッタンのランドマークの一つである。セントラルパークの南西隅に接する地点に位置し、ブロードウェイ、西セントラルパーク通り、南セントラルパーク通り、8番街の交差点となっている。昔も今も、交通輸送の中心地点の一つであり、ニューヨーク市バスのバス停が地上に、ニューヨーク市地下鉄の駅が地下にある。
アメリカ初の円形交差点で、1905年に完成、1世紀後に再開発された。この円形交差点は、フレデリック・ロー・オルムステド設計のセントラルパーク構想の中における八番街からの入り口として、交通安全と交通規制のパイオニアとなった実業家、ウィリアム・フェルプス・エノによりデザインされた。
広場の中心にあるモニュメントは、ニューヨーク市からの距離を測る時の公式基準地点になっている。
この像は、イタリアの彫刻家Gaetano Russoの手になるもので、1892年にコロンブスのアメリカ初渡航400年周年記念のひとつとして、イタリア語新聞Il Progresso基金により建立された。
大理石製のコロンブス像が70フィートの高さの花崗岩の柱の上に立っている。柱はコロンブスの船ニナ号、ピンタ号、サンタマリア号のレリーフで飾られている。台座には、地球儀に左手を置く天使が添えられている。
広場の再開発は2005年に完成、新しい噴水 (by WET Design, ベラージオ・ホテル&カジノ式)、木のベンチ、広場を丸く囲む植え込みが加わった。
広場の内側の円形は約36000平方フィート、外側の円形は約148000平方フィート。
フィラデルフィアのローリー・オーリンによる再設計デザインは、2006年の American Society of Landscape Architectsの General Design Award Of Honorを受賞した。

## 周辺

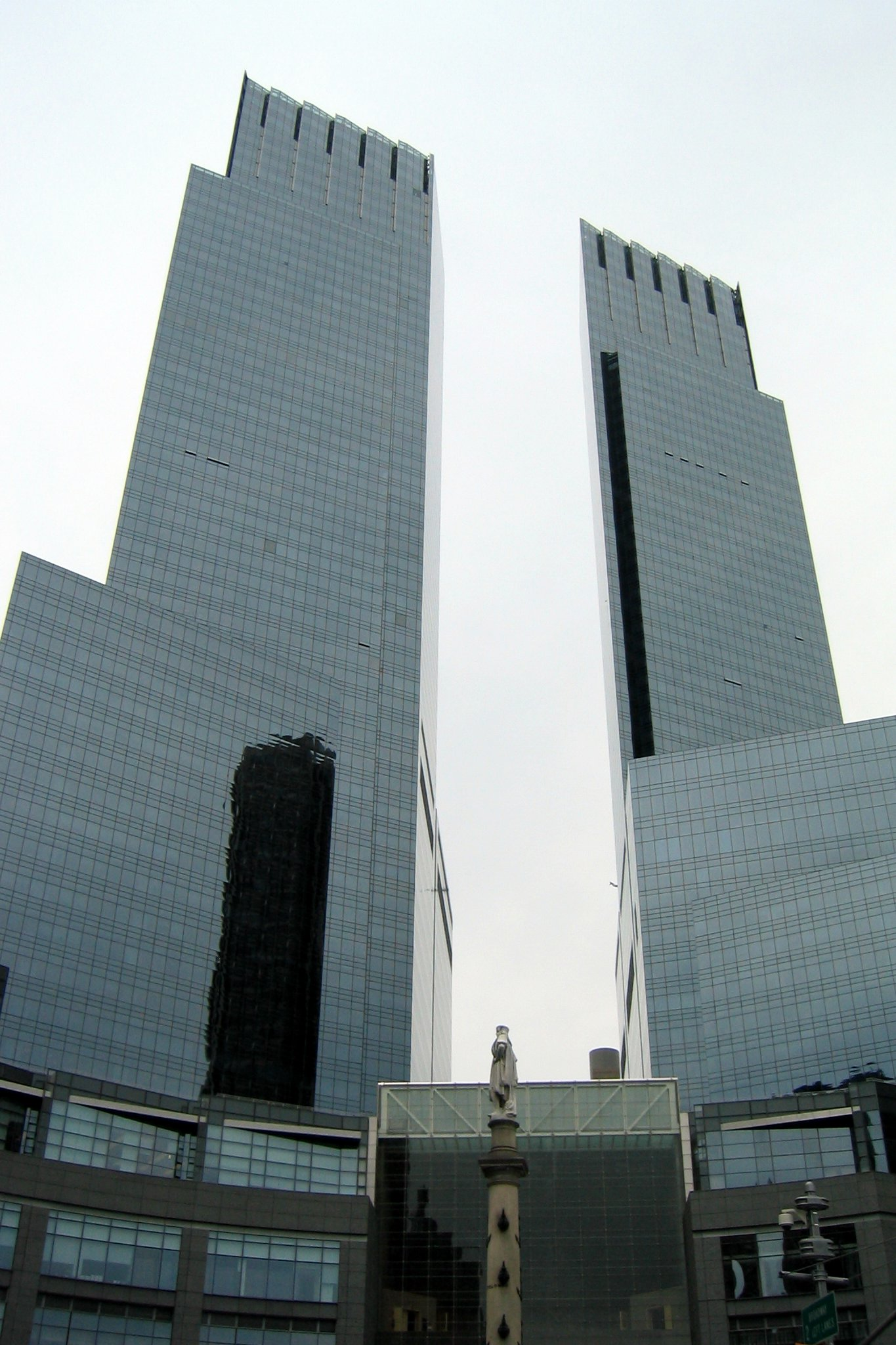
タイムワーナーセンターとコロンブス像

タイム・ワーナー社の本社があるタイム・ワーナー・センターは、コロンバスサークルの西側、ニューヨーク・コロシアムの跡地に建てられている。
この複合ビルには、オフィスと高級コンドミニアムのほか、マンダリンオリエンタルホテルが入居している。ショッピングモールのShops at Columbus Circle、グルメ・スーパーマーケットのホールフーズ、ジャズクラブジャズ・アット・リンカーン・センター、およびCNNのニューヨークスタジオもある。
広場の北側にはドナルド・トランプのトランプ・インターナショナル・ホテル・アンド・タワーがそびえ、その前にスチール製地球儀が設置されている。
このほか、同広場の周囲には、ニューヨーク市立大学ジョン・ジェイ・カレッジ、フォーダム大学、ニューヨーク工科大学、芸術高等学校、倫理文化フィールドストン学校がある。
北東側にはセントラルパークのMerchant's Gateがあり、これを「メイン号鎮魂碑」が見下ろしている。この大理石と金箔ブロンズの堂々たる美術建造物は、アメリカの戦艦メイン号で命を落とした水兵たちを記念して1913年に立てられた。
同艦は米西戦争の折、1898年にハバナ湾で爆発沈没し、約260名の水兵が犠牲になっている。
コロンバスサークル周辺は活気のある地区で、広場から1マイルの地区にはリンカーンセンター、アメリカ自然史博物館、プラザホテル（グランド・アーミー・プラザ向かい）、ハースト・タワー、およびタイムズスクエアがある。南にはヘルズ・キッチンとマンハッタンのミッドタウン、北にはアッパー・ウェスト・サイドがある。
コロンバスサークルに面して、コロンバスサークル2番地の地点にエドワード・ダレル・ストーンデザインの建物がある。元は Huntington Hartford Gallery of Modern Art が入っていたが、1998年以来空き家になっており、ワールド・モニュメント財団の「最も危機に瀕している世界記念物ウォッチリスト100選」にリストされていた。2008年に、この建物はen:Brad Cloepfil設計のファサードに改修され、ミュージアム・オブ・アーツ・アンド・デザインがこの建物に移転してきた。

## 交通
バス
ニューヨーク市バスのM5, M7, M10, M20, M104路線がコロンバスサークルで停車する。
地下鉄
59丁目–コロンバス・サークル駅は、ニューヨーク市地下鉄のハブ駅の一つでもあり、     系統が乗り入れる。

## ギャラリー

コロンバス・サークルとその周辺
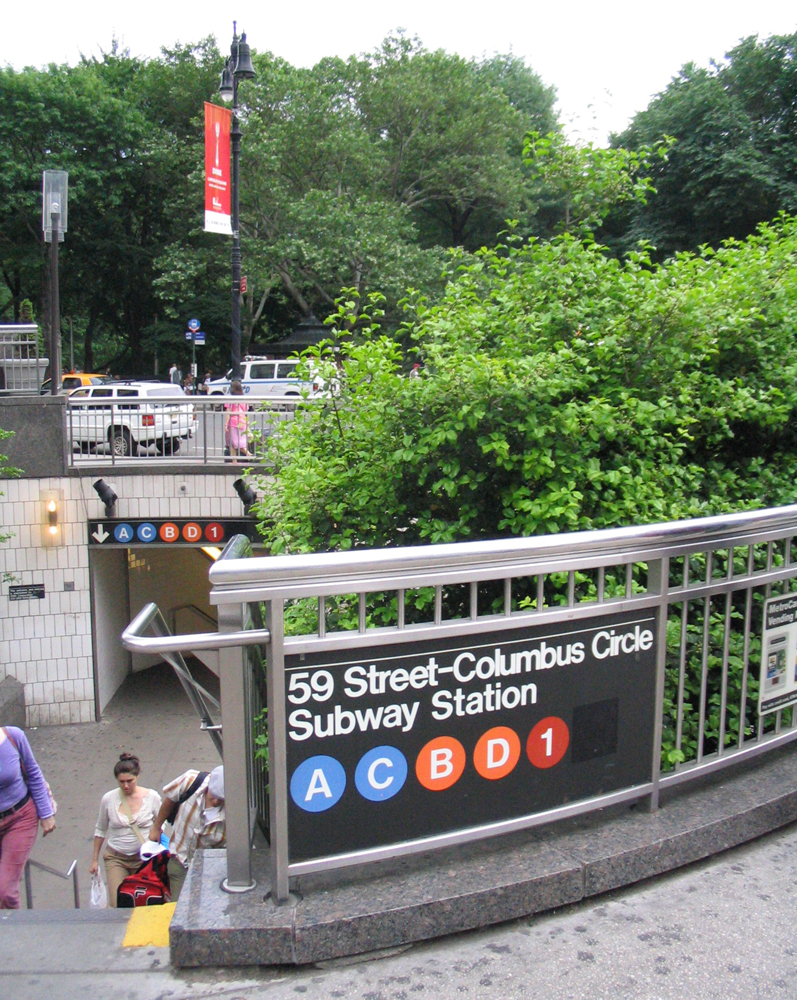
地下鉄駅
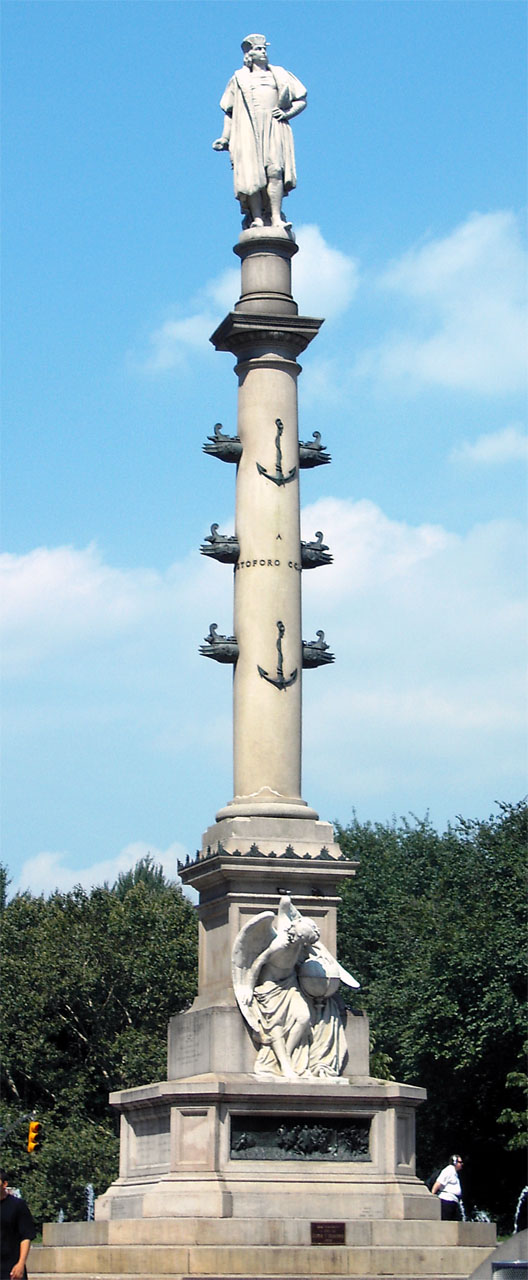
モニュメント
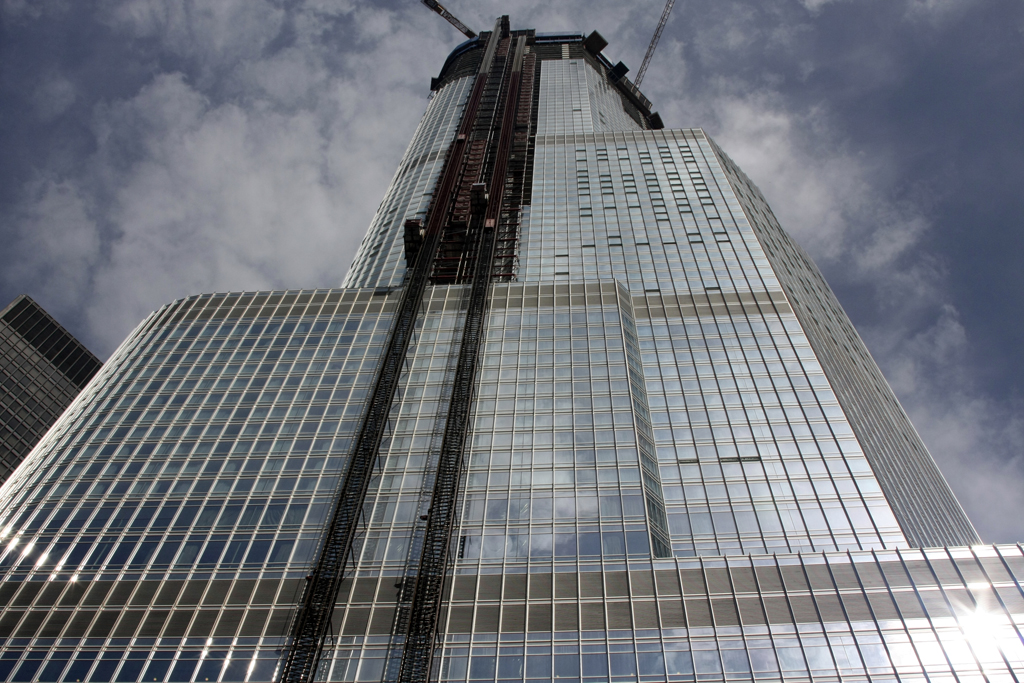
トランプホテルとスチール製地球儀